# Geelwangmuspapegaai
De geelwangmuspapegaai of geelmasker dwergpapegaai (Forpus xanthops) is een vogel uit de familie Psittacidae (papegaaien van Afrika en de Nieuwe Wereld). De wetenschappelijke naam van de soort werd als Psittacula xanthops in 1895 gepubliceerd door Osbert Salvin. Het is een door illegale vangst kwetsbaar geworden vogelsoort die alleen voorkomt in Peru.

## Kenmerken
De vogel is 15 cm lang en groen en geel gekleurd. Merendeels is de vogel groen met een heldergele kruin, "gezicht" en keel. Dit geel wordt omzoomd door bleek blauw dat in een smalle streep doorloopt tot het oog. De veren op de rug, de stuit en de bovenvleugeldekveren zijn kobaltblauw. Bij de vrouwtjes zijn de blauwe kleuren minder contrastrijk.

## Verspreiding en leefgebied
Deze soort is endemisch in het noordelijke deel van Midden-Peru, in de regio's Amazonas, Cajamarca en La Libertad. De leefgebieden van deze vogel liggen in droge, met bos en struiken begroeide gebieden in heuvelland tussen de 800 en 1800 meter boven zeeniveau.

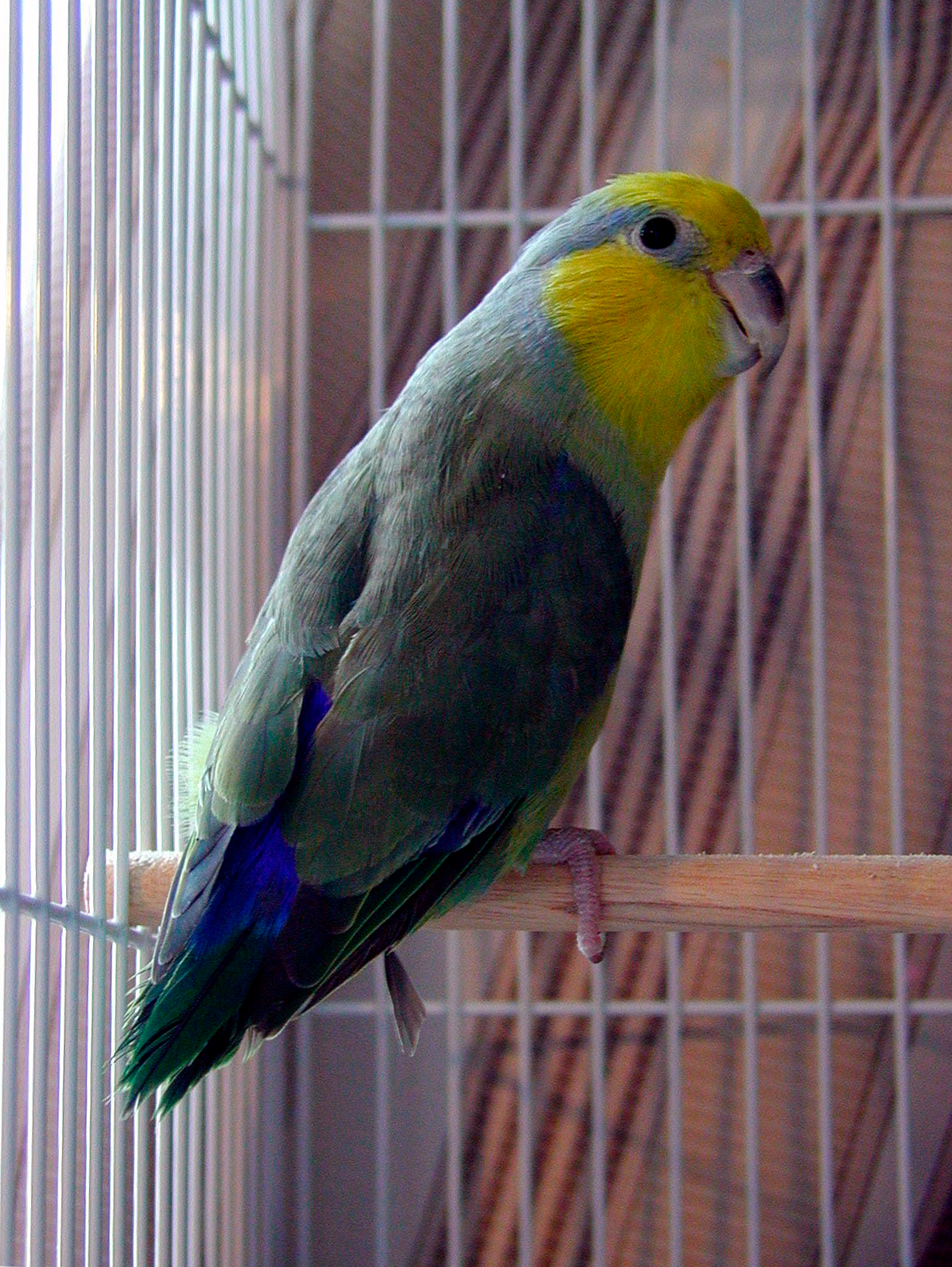
Geelwangmuspapegaai als kooivogel

## Status
De geelwangmuspapegaai heeft een beperkt verspreidingsgebied en daardoor is de kans op uitsterven aanwezig. De grootte van de populatie werd in 2016 door BirdLife International geschat op 250 tot duizend volwassen individuen. De populatie-aantallen nemen af door jacht en vangst voor de plaatselijke kooivogelhandel. Daarnaast wordt het leefgebied aangetast door de aanleg van een dam en irrigatieprojecten. Om deze redenen staat deze soort als kwetsbaar op de Rode Lijst van de IUCN.
Er gelden beperkingen voor de handel in deze papegaai, want de soort staat in de Bijlage II van het CITES-verdrag.